# 嶺町
嶺町（みねまち）は、群馬県前橋市の地名。郵便番号は371-0125。2013年現在の面積は3.23km2。

## 地理
赤城山南麓の傾斜地に位置している。

### 河川
- 藤沢川

## 歴史
江戸時代頃からある地名であり、前橋藩領だった。

### 年表
- 1889年4月1日 町村制施行により、嶺村は勝沢村、小坂子村、五代村、端気村、鳥取村、小神明村と合併し南勢多郡芳賀村が成立する。
- 1896年4月1日 郡統合（東群馬郡と南勢多郡の統合）により勢多郡に所属する。
- 1954年4月1日 周辺1町5村（元総社村、上川淵村、下川淵村、桂萱村、群馬郡東村、総社町）とともに芳賀村は前橋市へ編入する。そのため前橋市嶺町となる。
- 1977年 一部が高花台1-2丁目となる。
- 1993年4月1日 町内を通っていた群馬県道大間々宮城子持線が国道353号に昇格し、地域内に初めて国道が通る事となる。
- 2015年3月 町内にあった前橋市立嶺小学校が廃校となる。
- 2017年5月12日 当町の全域が区域となっている、前橋・赤城地域がチッタスロー国際連盟に加盟する[5]。

### 地名の由来
地名の由来は当地の地形によるものと推察されている。

## 世帯数と人口
2017年（平成29年）8月31日現在の世帯数と人口は以下の通りである。
| 町丁 | 世帯数  | 人口  |
| ---- | ------- | ----- |
| 嶺町 | 310世帯 | 785人 |

## 小・中学校の学区
市立小・中学校に通う場合、学区は以下の通りとなる。
| 番地 | 小学校             | 中学校             |
| ---- | ------------------ | ------------------ |
| 全域 | 前橋市立芳賀小学校 | 前橋市立芳賀中学校 |

## 交通

### 鉄道
鉄道駅はない。

### 道路
国道は国道353号、県道は群馬県道34号渋川大胡線、ふるさと農道が通っている。

## 施設
- 嶺公園
- 嶺町公民館
- 旧前橋市立嶺小学校（2016年10月頃に中央ガレッジグループによりEnglish　Village　Maebashi 英語村として再利用[7]。）